# Навчання на основі запитів
Навчання на основі запитів (також відоме як навчання через дослідження за запитами здобувачів освіти) — це студентоцентрований підхід до навчання, що полягає у постановці запитань. Здобувачів освіти заохочують ставити значущі для них запитання, на які не завжди легко відповісти. Вчителів закликають уникати прямих відповідей, коли це можливо, і натомість ставити додаткові запитання. В цьому аспекті цей підхід дещо схожий на метод Сократа. Цей метод пропагували Ніл Постман і Чарльз Вайнгартнер у своїй книзі «Викладання, як руйнування» (англ. Teaching as a Subversive Activity).

## Огляд
Постман і Вайнгартнер стверджують, що здібні та розсудливі здобувачі освіти зосереджені на динамічному процесі пізнання, а не лише на отриманні кінцевого результату — базових статичних знань. Вони зазначають, що певні характеристики є спільними для всіх здібних здобувачів освіти, а саме:
- Вони впевнені у своїх здібностях у навчальній діяльності;
- Вони відчувають задоволення від розв'язання проблем;
- Вони мають сильне відчуття власної значущості;
- Вони мають власне судження, а не покладаються на думки інших людей чи суспільства;
- Вони не бояться помилитися;
- Вони не поспішають із відповідями;
- Вони готові змінювати погляди;
- Вони керуються фактами і здатні відокремлювати факти від думок;
- Вони не потребують остаточних відповідей на всі запитання, а радше вдоволені незнанням, ніж отриманням спрощених відповідей на складні запитання.

Вчитель, що дотримується методу навчання за запитами в педагогіці, має поводитися інакше, ніж вчитель з традиційним підходом до викладання, задля розвитку в здобувачів освіти вищезазначених якостей і моделей поведінки. Постман і Вайнгартнер вважають, що вчителі-прихильники цього методу мають такі характеристики:
- Вони уникають говорити здобувачам освіти те, що вони «мусять знати»;
- Здебільшого вони спілкуються зі здобувачами освіти, ставлячи їм запитання, зокрема, суперечливі, на які немає остаточних відповідей;
- Вони не приймають стислих простих відповідей на запитання;
- Вони заохочують здобувачів освіти до безпосередньої взаємодії один з одним і уникають критики їхніх висловлювань під час спілкування;
- Вони не підбивають підсумки дискусії здобувачів освіти;
- Вони не розробляють заздалегідь чіткі плани уроків, а допускають їх варіювання у відповідь на інтереси здобувачів освіти;
- Їхні уроки кидають виклик здобувачам освіти;
- Вони оцінюють свій успіх за результатами змін у поведінці здобувачів освіти (з метою формування в них вищезгаданих характеристик «здібних здобувачів освіти»).

## Подальше читання
- Awbrey, Jon, and Awbrey, Susan (1995), «Interpretation as Action: The Risk of Inquiry», Inquiry: Critical Thinking Across the Disciplines[en] 15, 40–52. Eprint

Шаблон:Neil Postman